# Tribunal Russell sobre Palestina
El Tribunal Russell sobre Palestina és un tribunal popular de consciència impulsat per la societat civil internacional davant les violacions del Dret internacional de les quals és víctima el poble palestí. Aquest tribunal està patrocinat per la Fundació Bertrand Russell, impulsor del primer Tribunal Russell l'any 1967.
Els objectius d'aquest Tribunal són examinar les responsabilitats de les organitzacions internacionals i dels Estats en la no aplicació del Dret internacional. Tot i que les seves resolucions no són vinculants, el Tribunal es basa en la legislació internacional i està format per experts i juristes de renom mundial.
El Tribunal Russell sobre Palestina està concebut com una iniciativa descentralitzada que se celebra en diverses sessions i en diferents ciutats entre el 2010 i el 2012.
La primera sessió del Tribunal es realitzà de l'1 al 3 de març del 2010 a Barcelona.

## Funcionament
L'establiment del Tribunal Russell sobre Palestina neix arran de la crida de Ken Coates (president de la Fundació Bertrand Russell), Nurit Peled (israelià, premi Sakharov per la llibertat de consciència 2001) i Leïla Shahid (delegada de Palestina davant de la Unió Europea). L'organització del Tribunal Russell sobre Palestina depèn del seu Comitè Organitzador Internacional (COI), integrat pels següents membres: Ken Coates, Pierre Galand, Stéphane Hessel, Marcel-Francis Kahn, Robert Kissous, François Maspero, Paulette Pierson-Mathy, Bernard Ravenel i Brahim Senouci.
L'estructura de funcionament del Tribunal compta a més a més amb:
- El Comitè de suport internacional, format per persones dels sectors acadèmic, científic, cultural i polític amb renom internacional i sense cap càrrec polític actual.
- Els Comitès nacionals de suport, que ajuden a recaptar fons, i garanteixen la mobilització popular i la difusió mediàtica. Fins al moment, s'han constituït comitès nacionals de suport als següents territoris: França, Bèlgica, Regne Unit, Irlanda, Suïssa, Portugal, Alemanya, Itàlia, Espanya i Catalunya. També estan en procés de constitució Comitès nacionals als Països Baixos, Àustria, Algèria, Líban, Índia i Xile.
- El Comitè Nacional per Catalunya i Espanya, que acollí la primera sessió del Tribunal Russell sobre Palestina a Barcelona els dies 1, 2 i 3 de març de 2010. Aquest comitè va ser impulsat per la coordinadora d'entitats Amb Palestina al Cor. Aquestes entitats són: ACSUR-LAS SEGOVIAS, Alliance for Freedom and Dignity, Associació Catalana per la Pau, CIEMEN, Consell de la Joventut de Barcelona, Comunitat Palestina de Catalunya, Institut de Drets Humans de Catalunya, Moviment per la Pau, NEXES, NOVA - Centre per a la Innovació Social, Servei Civil Internacional, SODEPAU i Xarxa d'Enllaç amb Palestina.
- Els experts i testimonis. Els continguts de les sessions del Tribunal es preparen gràcies a la col·laboració d'experts i acadèmics provinents de diferents països. Les audiències del Tribunal compten amb presentacions per part d'experts i també amb la presència de testimonis que puguin testificar de manera rellevant respecte les temàtiques tractades.
- El Jurat. Cada sessió del Tribunal compta amb un jurat format per personalitats il·lustres del món jurídic, acadèmic, científic, cultural o polític.

El Tribunal en si és l'element central del projecte. Un cop celebrades les audiències amb la presentació dels informes elaborats pels experts i les intervencions dels testimonis, el jurat del Tribunal, després de la seva deliberació, entregarà les seves conclusions.

## Sessió de Barcelona
La primera sessió internacional del Tribunal Russell sobre Palestina se celebrà a Barcelona els dies 1, 2 i 3 de març de 2010, a l'Il·lustre Col·legi d'Advocats de Barcelona, amb la intenció d'examinar en quina mesura la Unió Europea i els seus Estats membres són còmplices de la prolongació de l'ocupació dels Territoris Palestins i de les violacions per part d'Israel dels drets del poble palestí. Els continguts de la sessió de Barcelona es prepararen amb la col·laboració d'acadèmics experts en dret internacional públic i legislació comunitària als següents països: Espanya, Regne Unit, França, Bèlgica, Portugal i Irlanda.
El Comitè d'experts per Espanya i Catalunya va estar integrat per: David Bondia, Luciana Coconi, Rafael Escudero, Ignacio Álvarez-Ossorio, Margalida Capellà i Roig, Ferran Izquierdo Brichs, Jaume Saura, Alejandro Pozo, Antoni Pigrau Solém i Agnes Bertrand-Sanz.
El Jurat del Tribunal va estar integrat per nou persones de reconegut prestigi moral o jurídic a escala internacional. Les persones que conformaran el jurat de la sessió de Barcelona varen ser les següents:
- Sr. Michael Mansfield (Regne Unit) - Advocat.
- Sra. Gisèle Halimi (França) - Advocada i política.
- Sr. José Antonio Martín Pallín (Espanya) - Magistrat del Tribunal Suprem.
- Sr. Ronald Kasrils (Sud-àfrica) - Líder anti-apartheid i ex ministre sud-africà.
- Sra. Mairead Corrigan-Maguire (Irlanda del Nord) – Premi Nobel de la Pau 1976.
- Sra. Cynthia McKinney (Estats Units d'Amèrica) – Ex congressista dels Estats Units i candidata presidencial pel Partit Verd.
- Sra. Aminata Traoré (Mali) – Activista, escriptora i exministra de Cultura.
- Sr. Alberto San Juan (Espanya) – Actor.

## Sessió de Londres
La segona sessió del Tribunal, sobre les complicitats i omissions de les empreses transnacionals, es va celebrar el 2010 a Londres.

## Marc jurídic i legalitat internacional
El Tribunal Russell sobre Palestina s'organitza arran de la manca d'aplicació de part dels Estats i de la Comunitat Internacional de l'opinió consultiva de la Cort Internacional de Justícia del 9 de juliol del 2004 i de la resolució ES-10/15 de l'Assemblea General de les Nacions Unides adoptada el 20 de juliol del 2004. La referència jurídica del treball dels Comitès d'experts als diferents països i del Tribunal són les següents convencions, resolucions i normes de dret internacional:
Convencions Internacionals (de les que Israel n'és part):
- Carta de les Nacions Unides, 26 de juny de 1945.
- Convenció per la prevenció i la repressió del crim de genocidi, 9 de desembre de 1948.
- Quarta convenció de Ginebra relativa a la protecció de persones civils en temps de guerra, 12 d'agost de 1949.
- Convenció sobre l'eliminació de totes les formes de discriminació racial, 21 de desembre de 1965.
- Pacte Internacional dels Drets Civils i Polítics, 16 de desembre de 1966.
- Pacte Internacional dels Drets Econòmics, Socials i Culturals, 16 de desembre de 1966.
- Convenció Internacional sobre l'eliminació i la repressió del crim d'Apartheid, 1973.
- Protocol Addicional a les Convencions de Ginebra relatiu a la protecció de les víctimes dels conflictes armats internacionals, 1977.
- Convenció contra la Tortura i altres penes o tractes cruels, inhumans o degradants, 1984.
- Convenció sobre els drets de l'infant, 20 de novembre de 1989.

Resolucions pertinents de les Nacions Unides sobre Palestina:
Consell de Seguretat
- Resolució 242 (Obligació de retirada dels territoris ocupats)
- Resolució 338 (Obligació de retirada dels territoris ocupats)
- Resolució 446 (Il·legalitat de les colònies israelianes)
- Resolució 478 (Nul·litat de l'Annexió de Jerusalem)

Assemblea General:
- Resolució 181 (Pla de partició)
- Resolució 194 (Retorn dels refugiats)
- Resolució ES 10/15 (Il·legalitat del Mur, obligació d'Israel d'enderrocar-lo, obligació dels Estats de fer respectar la IV Convenció de Ginebra)

Normes de dret internacional consuetudinari (normes instaurades per la pràctica, incloent l'aplicació de tractats dels que Israel no és part):
- Principis del dret de l'ocupació enunciats pel Reglament de La Haia relatiu a les lleis i normes consuetudinàries de la guerra, 18 d'octubre de 1907.
- Principi de no adquisició de territoris mitjançant l'amenaça o l'ús de la força (Resolució 2625 de l'Assemblea General de les Nacions Unides).
- Principi del dret dels pobles a disposar d'ells mateixos - Dret del poble palestí a l'autodeterminació.
- Principi de la sobirania permanent dels pobles sota ocupació estrangera sobre els seus recursos naturals.
- Declaració Universal dels Drets Humans, Resolució de l'Assemblea General de les Nacions Unides del 10 de desembre de 1948 (text no obligatori que ha adquirit un valor consuetudinari).